# Pravotice
Pravotice (in ungherese: Peres) è un comune della Slovacchia facente parte del distretto di Bánovce nad Bebravou, nella regione di Trenčín.